# Fandango
För albumet med ZZ Top, se: Fandango (musikalbum)

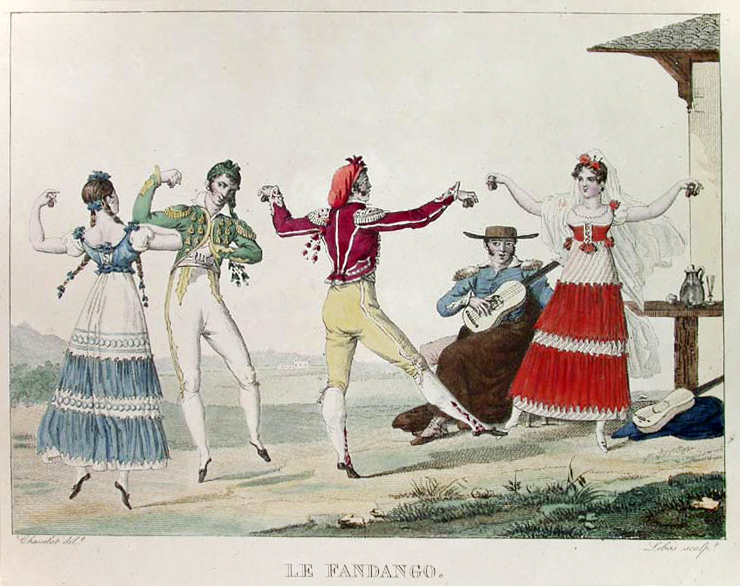
Fandango

Fandango är en spansk nationaldans i 6/8 (3/4) och 3/8 takt av utpräglad rytm, som räknas som en av flamencodanserna.
Den dansas med kastanjetter i repriser med måttligt tempo, avbrutna av en sångsats (coplas), varefter dansen vidtar i livligare takt. Fandango är en utveckling Seguidilla. Till Fandangon räknas danserna malagueña, rodeña, soleares och petenaras.
Fandango finns inlagd i baletten Don Juan av Christoph Willibald Gluck och i 3:e akten av Mozarts opera Figaros bröllop.

### Källförteckning
- Svensk uppslagsbok. Malmö 1932.